# Двійковий код

Слово «Wikipedia» закодоване бінарним ASCII-кодом.

Двійко́вий код (іноді біна́рний код) — код, за використання якого повідомлення передаються послідовностями (секвенціями) з двох символів (наприклад, «1» та «0»).
Велике значення двійковий код має в цифровій обробці інформації.
З комбінаторики відомо, що в загальному випадку число комбінацій (кодів) n-розрядного двійкового коду дорівнює числу  розміщень з повтореннями:
{\displaystyle {\bar {A}}(2,n)={\bar {A}}_{2}^{n}=2^{n}},
де {\displaystyle {\bar {A}}(2,n)={\bar {A}}_{2}^{n}} — число кодів, {\displaystyle \ n} — число розрядів двійкового коду.

## Таблиця двійкових кодів
| числове (букве) значення | двійковий код |
| ------------------------ | ------------- |
| 0                        | 0000          |
| 1                        | 0001          |
| 2                        | 0010          |
| 3                        | 0011          |
| 4                        | 0100          |
| 5                        | 0101          |
| 6                        | 0110          |
| 7                        | 0111          |
| 8                        | 1000          |
| 9                        | 1001          |
| A                        | 1010          |
| B                        | 1011          |
| C                        | 1100          |
| D                        | 1101          |
| E                        | 1110          |
| F                        | 1111          |

## Приклад «доісторичного» використання коду

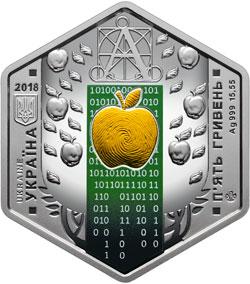
Двійковий код на пам'ятній монеті НБУ

Інки мали свою систему лічби кіпу, яка фізично являла собою мотузкові сплетення і вузлики. Генрі Ертан виявив, що у вузликах закладено якийсь код, найбільше схожий на двійкову систему числення.

## У комбінаторній хімії
Спосіб опису співвідношення між набором тегів і відповідних їм лігандів, де про ідентичність структурного блоку свідчить присутність або відсутність цього тегу або набору тегів (тобто використовуються два біти 1 та 0).